# Hieracium aethocranum
Hieracium aethocranum es una especie de planta con flor del género Hieracium, de la familia Asteraceae, orden Asterales.

## Distribución
Hieracium aethocranum se distribuye por Noruega y Suecia.

## Taxonomía
Fue descrita científicamente por Dahlst. Fue publicada en Exsicc. (Herb. Hierac. Scand.) 20: n.° 94 (1907).